# Bryconops colanegra
Bryconops colanegra är en fiskart som beskrevs av Chernoff och Machado-allison, 1999. Bryconops colanegra ingår i släktet Bryconops och familjen Characidae. Inga underarter finns listade.